# Aljibe Viejo
El Aljibe Viejo es  el primer aljibe construido en Melilla. Tiene su acceso por el Cuartel de Santa Ana en el Primer Recinto Fortificado de Melilla la Vieja, Melilla (España) y forma parte del Conjunto Histórico Artístico de la Ciudad de Melilla, un Bien de Interés Cultural.

## Historia
Se terminó de construir el 21 de marzo de 1549 en piedra de buena labra según proyecto de Sancho de Escalante, pero resultó insuficiente y luego se construyeron los Aljibes de las Peñuelas.
Su bóveda se reconstruyó con ladrillos en la reconstrucción del frente entre 1794 y 1796, estando entonces sin uso y en 1800 fue profundizado.
Fue abandonada en el siglo XIX y se descubrió en 2001 durante la restauración del Cuartel de Santa Ana para la Escuela de Hostelería, siendo restaurada entre 2001 y 2002, accediéndose actualmente por dicho Cuartel.

## Descripción
Está construido de piedra, muros y ladrillo macizo, bóveda.